# Jackson Kaujeua
Jackson Kaujeua (* 3. Juli 1953 in ǃHuns bei Keetmanshoop; † 27. Mai 2010 in Windhoek) war ein namibischer Musiker, Komponist und Gospel-Sänger.
Jackson Kaujeua (sprich „kau-ju-wah“) lebte 18 Jahre im politischen Exil und hat sich durch sein musikalisches Schaffen für die Unabhängigkeit Namibias und für die Gleichberechtigung der Menschen eingesetzt. Durch Erfolge wie Winds of Change und ǃGnubu ǃNubus, erlangte Kaujeua internationale Aufmerksamkeit und galt auch als ein bedeutender namibischer Freiheitskämpfer.
Seit Mitte 2009 war bekannt, dass Kaujeua an Nierenversagen litt und eine Dialyse-Therapie brauchte, die in Namibia aber nur Privatpatienten zur Verfügung steht. Kaujeua war mittellos. Ein Spendenaufruf verlief erfolglos, ein Spenderorgan wurde nicht gefunden. Er starb nach einer kurzen Phase der Besserung am 27. Mai 2010 in einem Krankenhaus in Windhoek.

## Leben
Kaujeua wuchs in dem kleinen südnamibischen Dorf ǃHuns bei Keetmanshoop auf. Auf der im Norden des Landes gelegenen Missionsschule Otjimbingwe, entdeckte Kaujeua seine Leidenschaft für Gospelmusik wie etwa von Mahalia Jackson, und brach daraufhin eine Ausbildung zum Pastor ab. „In den Texten war die Rede von Menschenrechten. Das hat mir einfach eingeleuchtet: Ich wollte Protestmusik machen.“ 1973 nahm Kaujeua ein Musikstudium am südafrikanischen Dorkay Kunst- & Musikkollegg für talentierte Nicht-Weiße im Johannesburg der Apartheids-Politik auf. Da Kaujeua anti-apartheidspolitisch aktiv war, wurde er erst aus Südafrika ausgewiesen, beantragte kurz darauf Asyl im Nachbarland Botswana und kam schließlich als Mitte 20-jähriger über das Netzwerk der SWAPO nach Oxford im Vereinigten Königreich.
Hier konnte Kaujeua seinen musikalischen Interessen nachgehen und gab bald als Leadsänger der britischen Gruppe Black Diamond sein erstes Album: One Namibia, One Nation heraus. Zahlreiche musikalische Erfolge wurden internationale Schlager; u. a. Winds of Change, anlehnend an eine berühmte Rede des britischen Premierministers Harold Macmillan. 1979 ging Kaujeua für einige Jahre als Helfer und Grundschullehrer in ein Flüchtlingslager der SWAPO nach Angola und kehrte mit der Unabhängigkeit Namibias 1990 wieder in seine Heimat zurück und gab ǃGnubu ǃNubus (Damara: kurz und rund) heraus – einen seiner noch heute meistgefeiertsten Hits.
1994 veröffentlichte er in Windhoek seine Autobiographie Tears over the Deserts. Jackson Kaujeua gilt als der Musiker mit den meisten veröffentlichten Alben in Namibia und als einer der einflussreichsten Musiker seines Landes, mit starkem Einfluss auch auf die populäre namibische Musikszene.
Im Juni 2011 erhielt Kaujeua posthum den Namibian Annual Music Award für sein Lebenswerk.